# Status politico di Taiwan
La controversia riguardante lo status politico di Taiwan è imperniata sulla questione se Taiwan, le Penghu, Kinmen e le Matsu debbano rimanere effettivamente indipendenti come territorio della Repubblica di Cina (ROC, un'entità politica distinta storicamente mai sotto amministrazione diretta della Repubblica Popolare Cinese), diventare unificate ai territori ora governati dalla Repubblica Popolare Cinese (RPC) oppure dichiarare formalmente l'indipendenza e diventare la Repubblica di Taiwan. La controversia sullo status politico della Repubblica di Cina è incentrata quindi sulla legittimità della sua esistenza come stato sovrano e sul suo riconoscimento da parte della comunità internazionale.
Attualmente, Taiwan, le Penghu, Kinmen, le Matsu e alcune altre isole minori formano in effetti la giurisdizione dello stato con il nome ufficiale di Repubblica di Cina, ampiamente conosciuto in Occidente come "Taiwan". La RDC, che assunse il controllo di Taiwan (comprese le Penghu e altre isole vicine) nel 1945, governava la Cina continentale e rivendicava la propria sovranità sulla Mongolia Esterna (ora Mongolia) e su Tannu Uriankhai (parte del quale è l'odierna Tuva, Russia) prima di perdere la Guerra civile cinese e di ricollocare il suo governo a Taipei, a Taiwan, nel dicembre 1949.
Da quando la RDC perse il suo seggio alle Nazioni Unite in qualità di rappresentante della "Cina" nel 1971 (sostituita dalla RPC), la maggior parte degli stati sovrani hanno spostato il loro riconoscimento diplomatico alla RPC, riconoscendo o ammettendo che quest'ultima è la sola rappresentante legittima di tutta la Cina, anche se molti evitano deliberatamente di affermare chiaramente quali territori credono che la Cina includa. A gennaio 2024 la RDC mantiene relazioni diplomatiche ufficiali con 12 stati sovrani, sebbene relazioni de facto siano mantenute con quasi tutti gli altri. Agenzie come l'Ufficio Rappresentativo Economico e Culturale di Taipei e l'Istituto Americano a Taiwan operano come ambasciate de facto senza uno status diplomatico ufficiale.
Il governo della RDC in passato ha perseguito attivamente la rivendicazione di essere il solo governo legittimo della Cina continentale e di Taiwan. Questa posizione cominciò a essere in gran parte corretta all'inizio degli anni 1990 quando fu introdotta la democrazia e furono eletti i nuovi capi taiwanesi, passando a un atteggiamento che non contesta attivamente la legittimità del governo della RPC sulla Cina continentale. Tuttavia, con la rielezione del Kuomintang (KMT, "Partito Nazionalista Cinese") al potere esecutivo nel 2008, il governo della RDC ha cambiato ancora la sua posizione affermando che "anche la Cina continentale è parte del territorio della RDC". Sia la RPC sia la RDC conducono le relazioni attraverso lo stretto mediante agenzie specializzate (come il Consiglio per gli Affari Continentali della RDC), piuttosto che attraverso i ministeri degli esteri. I diversi gruppi hanno diversi concetti di quella che è l'attuale situazione politica formale di Taiwan.
Per giunta, la situazione può confondere a causa dei diversi partiti e dello sforzo da parte di molti gruppi di trattare la controversia in modo deliberatamente ambiguo. La soluzione politica accettata da molti degli attuali gruppi è la cosiddetta prospettiva dello status quo: cioè, ufficiosamente trattare Taiwan come uno stato e mantenendo un basso profilo, ufficialmente non esprimere alcun sostegno per il governo di questo stato, evitando una dichiarazione formale di indipendenza. In che cosa consisterebbe una dichiarazione di indipendenza non è chiaro e può essere confondente, dato il fatto che la Repubblica Popolare Cinese non ha mai controllato Taiwan a partire dalla sua fondazione e che la Repubblica di Cina, il cui governo controlla Taiwan, è ancora uno stato sovrano come stabilito a Nanchino nel 1911, ma il suo territorio è limitato alla provincia di Taiwan, alle Penghu, a una parte delle Isole Nansha e alle Isole Diaoyutai. 
Lo status quo è accettato in gran parte perché non definisce lo status giuridico o lo status futuro di Taiwan, consentendo a ciascun gruppo di interpretare la situazione in un modo che è politicamente accettabile per i suoi membri. Allo stesso tempo, questa politica dello status quo è stata criticata come pericolosa, precisamente perché le diverse fazioni hanno diverse interpretazioni di quello che è lo status quo. Tuttavia, un errore di valutazione delle conseguenze insite nell'una o nell'altra politica potrebbe riflettersi pesantemente sui fragili equilibri dei rapporti fra Taiwan e la Repubblica Popolare Cinese, come dimostra la storia degli ultimi anni, in cui si sono avuti momenti di escalation della tensione, che talvolta hanno adombrato addirittura il rischio (fortunatamente sempre rientrato) di confronti armati.

## Antefatto
Taiwan (escluse le Isole Penghu) fu popolata inizialmente da popoli austronesiani e fu successivamente colonizzata dagli Olandesi, che erano arrivati nel 1623. Il Regno di Tungning, durato dal 1661 al 1683, fu il primo governo cinese han a dominare Taiwan. Dal 1683, la dinastia Qing governò Taiwan come una prefettura e nel 1875 divise l'isola in due prefetture. Nel 1885 l'isola fu trasformata in una provincia cinese a sé stante per accelerare lo sviluppo di questa regione. Come conseguenza della Prima guerra sino-giapponese, nel 1895 Taiwan e le Penghu furono cedute dalla dinastia Qing al Giappone. Le truppe giapponesi a Taiwan si arresero alla Repubblica di Cina alla fine della Seconda guerra mondiale, ponendo di nuovo Taiwan sotto un governo cinese dopo 50 anni di dominio giapponese. La RDC rivendicava allora la sovranità sulla base dell'amministrazione della dinastia Qing, della Dichiarazione del Cairo, della Dichiarazione di Potsdam e dell'Atto di resa giapponese, ma questa rivendicazione negli anni successivi fu contestata dai gruppi favorevoli all'indipendenza a causa delle diverse valutazioni circa la legalità dei suddetti documenti. All'atto della sconfitta nella Guerra civile cinese del 1949, il governo della RDC si ritirò a Taipei e mantenne il controllo su alcune isole lungo la costa della Cina continentale e nel Mar Cinese Meridionale. Il 1º ottobre 1949 nella Cina continentale fu istituita la Repubblica Popolare Cinese, che rivendicava di essere il legittimo successore della RDC.
Le isole Quemoy, Matsu e Wuchiu sulla costa del Fukien, Taiping e Pratas nel Mar Cinese Meridionale, fanno parte dell'attuale territorio della RDC, ma non furono cedute al Giappone. Alcune argomentazioni che sostengono l'indipendenza di Taiwan non si applicano dunque a queste isole.

## Questione della sovranità su Taiwan

### Cessione, restituzione e autodeterminazione di Taiwan

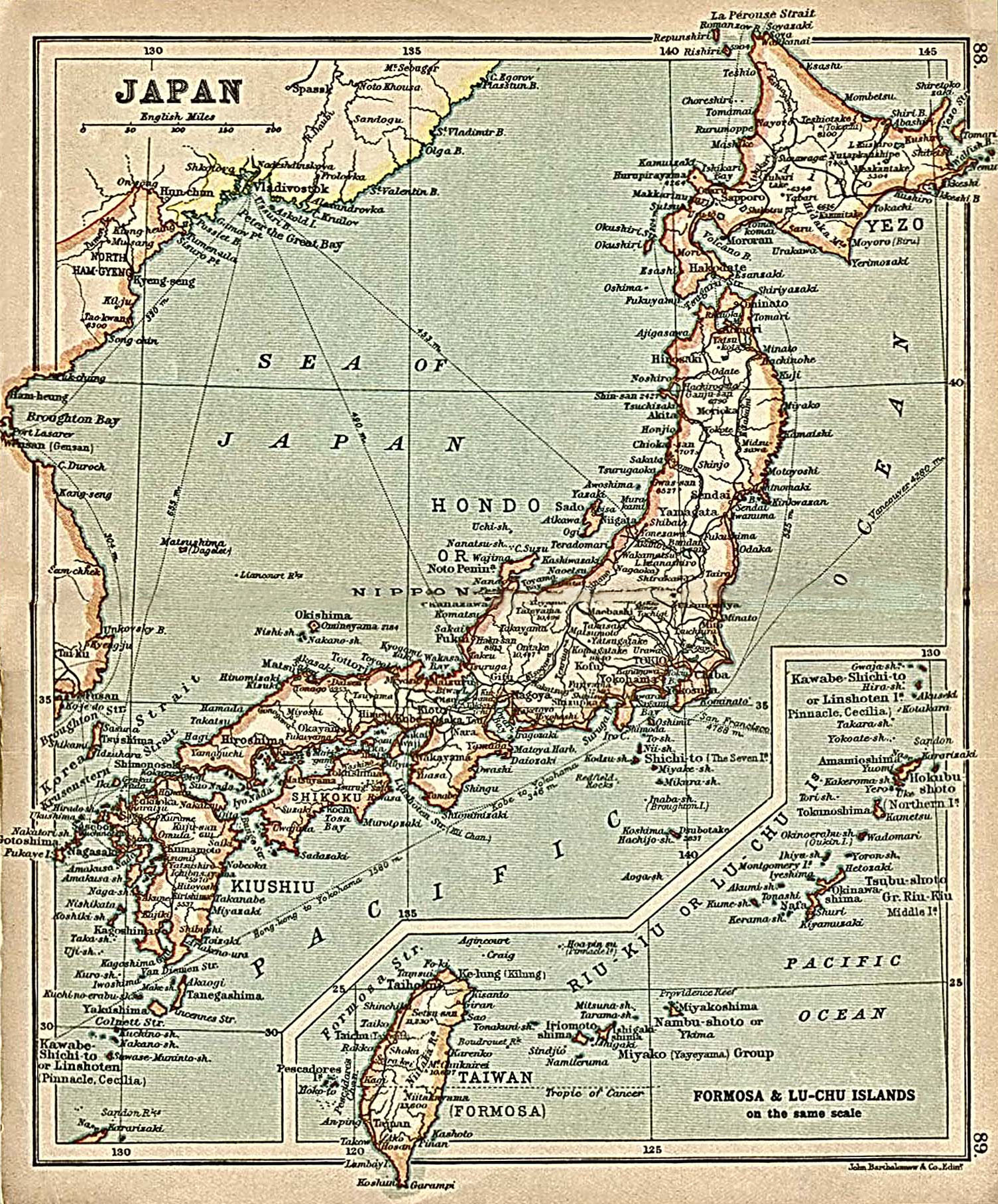
Secondo il Trattato di Shimonoseki Taiwan era parte del Giappone al momento della fondazione della RDC nel 1912. La RPC (fondata il 1º ottobre 1949) sostiene che il Trattato di Shimonoseki non fu mai valido, affermando che era uno dei vari trattati ineguali imposti ai Qing dalle potenze straniere.

La Cina, durante la dinastia Qing, cedette l'isola di Taiwan, comprese le Penghu, al Giappone "in perpetuità" alla fine della Prima guerra sino-giapponese firmando il Trattato di Shimonoseki. Nella Conferenza del Cairo del 1943, le potenze alleate concordarono di far restituire "tutti i territori che il Giappone aveva rubato ai Cinesi", elencando specificamente "Formosa" e le Penghu, alla Repubblica di Cina dopo la sconfitta del Giappone. Sia secondo la Repubblica Popolare Cinese sia secondo la Repubblica di Cina, a questo accordo fu dato valore giuridico dall'Atto di resa giapponese nel 1945. L'ambasciatore della RPC presso l'ONU, Wang Yingfan (cinese 王英凡), ha dichiarato più volte nel comitato generale dell'ONU: "Taiwan è parte inseparabile del territorio della Cina fin dall'antichità" e "sia la Dichiarazione del Cairo del 1943 sia la Dichiarazione di Potsdam del 1945 hanno riaffermato in termini inequivoci la sovranità della Cina su Taiwan come una questione di diritto internazionale." La RPC respinge le argomentazioni fondate sulla mancanza di uno specifico trattato (Trattato di pace di San Francisco) che trasferisca la sovranità di Taiwan alla Cina, notando di non essere stata firmataria di alcun trattato del genere, rendendo i trattati stessi irrilevanti rispetto alle rivendicazioni cinesi. La RDC sostiene che il Trattato di Taipei trasferiva implicitamente a essa la sovranità di Taiwan, tuttavia il Dipartimento di Stato statunitense dissentì da tale interpretazione nel suo Memorandum Starr del 1971.
D'altro canto, un numero di sostenitori dell'indipendenza di Taiwan sostengono che Taiwan fu incorporata solo formalmente come territorio cinese sotto la dinastia Qing nel 1683, e come provincia nel 1885. Successivamente, a causa del Trattato di Shimonoseki del 1895, Taiwan aveva fatto parte de jure del Giappone quando fu istituita la RDC nel 1912 e quindi non faceva parte della repubblica cinese. Inoltre, la Dichiarazione del Cairo fu un comunicato stampa non firmato, i fautori dell'indipendenza sostengono che l'efficacia giuridica della Dichiarazione è altamente discutibile. Inoltre, sottolineano che l'Atto di resa giapponese non era niente di più di un armistizio, un "modus vivendi" in realtà, che serviva come accordo temporaneo o provvisorio che sarebbe stato rimpiazzato con un trattato di pace. Pertanto, soltanto un'occupazione militare di Taiwan cominciò il 25 ottobre 1945, e sia il Trattato di San Francisco sia il Trattato di Taipei detengono la supremazia giuridica sull'atto di resa. Questi trattati non trasferirono il titolo di Taiwan dal Giappone alla Cina. Secondo questa argomentazione, la sovranità di Taiwan fu restituita al popolo di Taiwan quando il Giappone rinunciò alla sovranità di Taiwan nel Trattato di San Francisco (noto anche come Trattato di pace di San Francisco, San Francisco Peace Treaty, SFPT) nel 1951, sulla base della politica di autodeterminazione che è stata applicata ai "territori che si staccavano da stati nemici come risultato della Seconda guerra mondiale" come definita dagli articoli 76b e 77b della Carta delle Nazioni Unite e anche dal protocollo della Conferenza di Jalta. L'Assemblea Generale delle Nazioni Unite non è stata particolarmente ricettiva a questa argomentazione, e le domande della RDC di ammissione alle Nazioni Unite sono state respinte per 16 volte fin dai primi anni 1990.
Sebbene l'interpretazione dei trattati di pace sia stata usata per mettere in dubbio la legittimità della RDC su Taiwan prima degli anni 1990, l'introduzione delle elezioni popolari a Taiwan ha compromesso questa posizione. Eccetto i sostenitori più estremi dell'indipendenza di Taiwan, la maggior parte dei Taiwanesi sostengono la teoria della sovranità popolare e non vedono più molto conflitto tra questa teoria della sovranità e la posizione della RDC. In questo senso, il governo della RDC che amministra attualmente Taiwan non è la stessa RDC che accettò la resa giapponese perché le autorità al potere ricevettero il mandato popolare da diversi gruppi di elettori: uno è l'elettorato cinese continentale, l'altro è l'elettorato taiwanese. Infatti, l'ex presidente Chen Shui-bian ha enfatizzato frequentemente la teoria della sovranità popolare nei suoi discorsi.

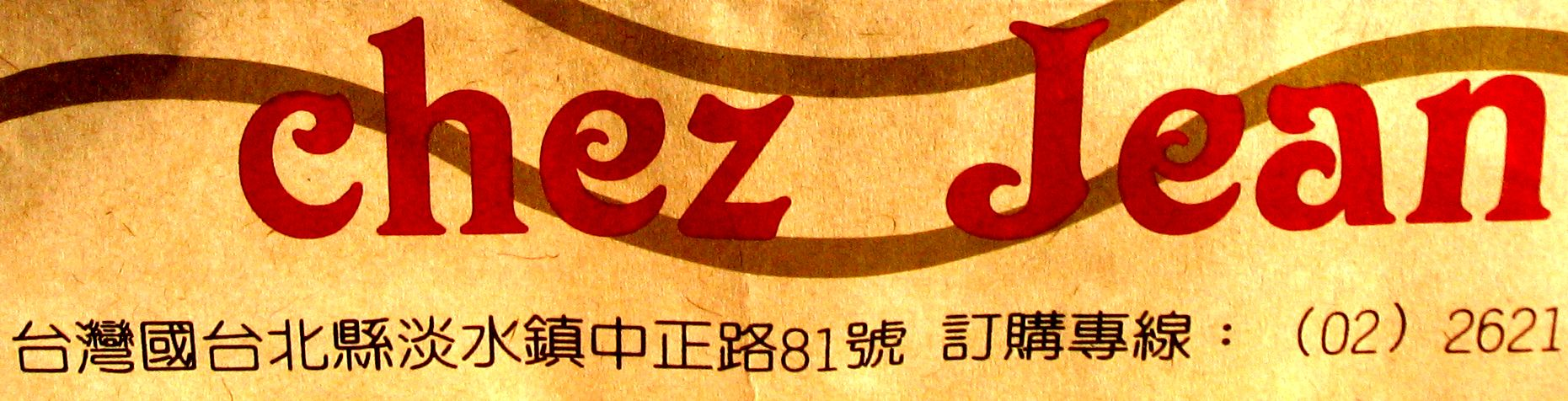
Una busta della spesa prodotta da un'azienda dolciaria favorevole all'indipendenza. L'indirizzo usa "Stato di Taiwan" (台灣國) anziché "Provincia di Taiwan" (台灣省) o "Repubblica di Cina" (中華民國)

Tuttavia, ancora nel 2011, il conflitto tra queste due teorie gioca ancora un ruolo nella politica interna taiwanese. La teoria della sovranità popolare, che la coalizione pan-verde enfatizza, suggerisce che Taiwan potrebbe compiere cambiamenti costituzionali fondamentali per mezzo di un referendum popolare. La teoria giuridica della RDC, che è sostenuta dalla coalizione pan-azzurra, suggerisce invece che qualsiasi cambiamento costituzionale fondamentale richiederebbe che fosse seguita la procedura di emendamento prevista dalla costituzione della RDC.

### Posizione della Repubblica Popolare Cinese (RPC)

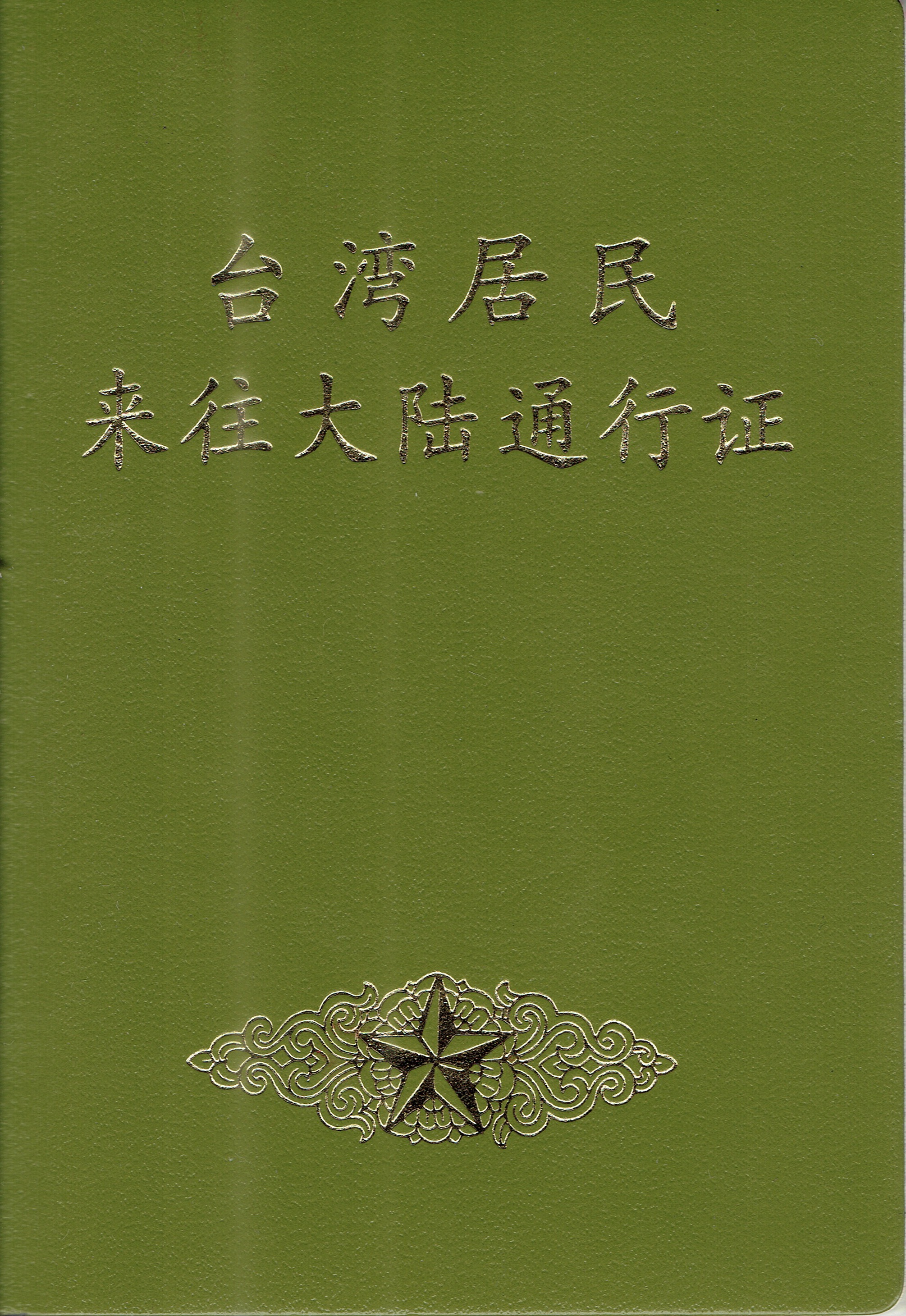
Il cosiddetto "permesso di entrata per i compatrioti di Taiwan". Questo permesso è emesso dalla Repubblica Popolare Cinese per consentire ai Taiwanesi di viaggiare nella Cina continentale. La Repubblica Popolare Cinese rifiuta di accettare i passaporti della Repubblica di Cina.

La posizione della RPC è che la RDC abbia cessato di essere un governo legittimo all'atto della fondazione della prima il 1º ottobre 1949 e che la RPC sia il successore della RDC come unico governo legittimo della Cina, con il diritto di governare Taiwan in base alla teoria della sostituzione degli Stati.
La RDC sostiene di mantenere tutte le caratteristiche di uno stato e di non essere stata "sostituita" o "succeduta" dalla RPC perché ha continuato a esistere molto tempo dopo la fondazione della RPC. Secondo la Convenzione di Montevideo del 1933, la fonte più citata per la definizione di entità statuale, uno stato deve possedere una popolazione permanente, un territorio definito, un governo e la capacità di entrare in relazioni con altri stati. La RDC asserisce di soddisfare tutti questi criteri in quanto possiede un governo che esercita un'effettiva giurisdizione su territori ben definiti con oltre 23 milioni di residenti permanenti e un ministero degli esteri in piena regola.
La RPC sostiene che la RDC e la RPC sono due differenti fazioni della Guerra civile cinese, che giuridicamente non è mai finita. Pertanto entrambe le fazioni appartengono allo stesso paese sovrano—la Cina. Secondo questa tesi, dal momento che la sovranità di Taiwan appartiene alla Cina, sulla secessione di Taiwan dovrebbero concordare gli 1,3 miliardi di cittadini cinesi invece dei 23 milioni di cittadini della RDC che vivono attualmente a Taiwan. Inoltre, essi interpretano che la Risoluzione 2758 dell'Assemblea generale delle Nazioni Unite, che afferma di "riconoscere che i rappresentanti del Governo della Repubblica Popolare Cinese sono i soli rappresentanti legittimi della Cina alle Nazioni Unite", nel senso che si riconosce che la RPC ha la sovranità su tutta la Cina, compresa Taiwan, anche se la Risoluzione, in realtà, non menziona specificamente Taiwan e a chi appartenga la sua sovranità. Pertanto, la RPC crede che sia nei suoi diritti legali estendere la sua giurisdizione a Taiwan, se necessario con mezzi militari.
In aggiunta, la RPC sostiene che la RDC non soddisfa il quarto criterio della Convenzione di Montevideo, in quanto è riconosciuta soltanto da 23 stati e le è stato negato l'accesso a organizzazioni internazionali come l'ONU. La RDC ribatte che la pressione esercitata dalla RPC impedisce alla RDC di essere ampiamente riconosciuta. Questo è accaduto per la RPC ha fatto molto passi coercitivi per isolare diplomaticamente la RDC. Inoltre, la RDC sottolinea che l'articolo 3 della stessa Convenzione di Montevideo afferma specificamente: "L'esistenza politica dello stato è indipendente dal riconoscimento di altri stati." Nondimeno, la RPC mette in evidenza che la Convenzione di Montevideo fu firmata soltanto da 19 stati alla Settima Conferenza internazionale degli Stati americani. Quindi l'autorità delle Nazioni Unite nonché le Risoluzioni dell'ONU dovrebbero scavalcare la Convenzione di Montevideo.
La Repubblica Popolare Cinese fino agli anni 1990 affermava chiaramente che "c'è soltanto una Cina nel mondo", "Taiwan è una parte inalienabile della Cina" e "il governo della Repubblica Popolare Cinese è il solo governo legittimo della Cina". Questa visione era respinta dal governo della Repubblica di Cina, che sosteneva che sia la RPC sia la RDC erano due governi cinesi separati e sovrani che si erano divisi durante la Guerra civile cinese.
L'attuale posizione della Repubblica Popolare Cinese è più ambigua sui termini della riunificazione. Pur affermando ancora che "c'è soltanto una Cina nel mondo" e che "Taiwan è una parte inalienabile della Cina", tuttavia, anziché il fatto che "il governo della Repubblica Popolare Cinese è il solo governo legittimo della Cina", la RPC ora enfatizza che "sia Taiwan sia il continente appartengono a un'unica Cina". In pratica, il governo della Repubblica Popolare Cinese rimane disponibile a negoziare con il governo della Repubblica di Cina solo nel quadro della politica di una sola Cina, sebbene la sua posizione consenta ora una definizione più flessibile di "una sola Cina", come quella che si trova nel Consenso del 1992. D'altra parte, il governo della RPC considera il Consenso del 1992 una misura temporanea per mettere da parte le dispute di sovranità e permettere i colloqui tra le parti.
Il governo della Repubblica di Cina sotto l'amministrazione del PDP (2000-maggio 2008) non era disponibile ad accettare il Consenso del 1992 in quanto quest'ultimo o qualsiasi formulazione basata sulla "politica di una sola Cina" contrasta con la posizione del PDP di "un solo paese da ciascuna parte" - Taiwan e la Cina sono due paesi differenti e slegati da ciascuna parte dello Stretto di Taiwan. Dalla vittoria del KMT alle elezioni presidenziali, il governo della Repubblica di Cina ha accettato il Consenso del 1992, che ha come risultato colloqui semiufficiali tra le due parti. La RDC recentemente interpreta le relazioni attraverso lo stretto come "speciali", "ma non come quelle tra due nazioni". Tuttavia, rimane da vedere come la RPC evolverà dalla sua attuale posizione di una definizione più ambigua riguardo alla politica di "una sola Cina", quando arriverà finalmente a risolvere le dispute di sovranità tra le due parti: se "Cina" significherà la RPC o una nuova entità che include l'attuale RPC e RDC.
Il governo della RPC considera le violazioni percepite alla sua politica di "una sola Cina", o le incoerenze come il fornire armi alla RDC, una violazione dei suoi diritti all'integrità territoriale. Le organizzazioni internazionali d'informazione spesso riferiscono che "la Cina considera Taiwan una provincia rinnegata che deve essere unita al continente con la forza se necessario", anche se la RPC non dice esplicitamente che Taiwan è una provincia rinnegata. Tuttavia, le stazioni ufficiali dei media della RPC spesso si riferiscono a Taiwan come "la Provincia di Taiwan". (Si noti: la RPC rivendica anche Quemoy, Wuchiu e Matsu come parte della sua Provincia del Fujian e le Isole del Mar Cinese Meridionale come parte delle sue Province del Guangdong e dell'Hainan.)

### Posizione della Repubblica di Cina (RDC)

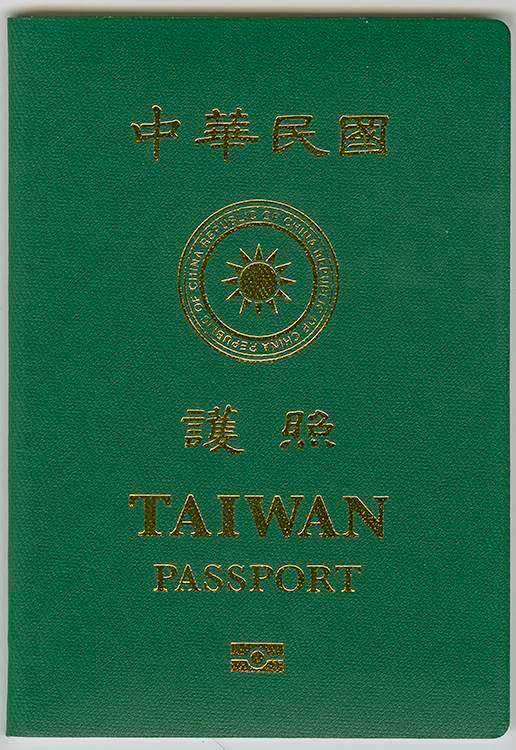
Passaporto della Repubblica di Cina (Taiwan) in corso.

Sia la Costituzione originale del 1912 sia la versione "Cao" del 1923 non riuscirono a elencare Taiwan come parte della RDC dal momento che gli estensori al tempo consideravano Taiwan territorio giapponese. Fu solo a metà degli anni 1930, quando sia il PCC sia il KMT, si resero conto della futura importanza strategica di Taiwan che essi alterarono le posizioni dei loro partiti per rivendicare Taiwan come parte della Cina. Dopo aver perso la Guerra civile contro il Partito comunista nel 1949, Chiang Kai-shek (Jiang JieShi) e il Partito nazionalista fuggirono a Taiwan, istituendovi un nuovo governo, ma sostennero sempre che il loro governo rappresentava tutta la Cina, cioè sia Taiwan sia la terraferma.
La posizione di molti sostenitori dell'indipendenza di Taiwan è che la RPC sia il governo della Cina, che Taiwan non sia parte della Cina e che la "Repubblica di Cina (Taiwan)" sia uno stato indipendente e sovrano. Il Partito Democratico Progressista afferma che Taiwan non è mai stata sotto la giurisdizione della RPC e che la RPC non esercita alcuna influenza sui 23 milioni di Taiwanesi sull'isola. D'altro canto, la posizione della maggior parte dei sostenitori della riunificazione cinese crede che la Guerra civile cinese non sia ancora conclusa in quanto nessun accordo di pace fu mai firmato. Perciò, l'attuale separazione politica attraverso lo Stretto di Taiwan è solo temporanea e il risultato sarà una Cina riunificata che comprende sia la Cina continentale sia Taiwan.
La posizione della Repubblica di Cina era stata che essa era uno stato sovrano de jure. La "Repubblica di Cina", secondo la definizione del governo della RDC, si estendeva sia alla Cina continentale sia all'isola di Taiwan.
Nel 1991, il presidente Lee Teng-hui dichiarò ufficiosamente che il governo non avrebbe più contestato il governo dei Comunisti nella Cina continentale, mentre il governo della RDC sotto il controllo del Kuomintang (KMT) sosteneva attivamente di essere il solo governo legittimo della Cina. I Tribunali di Taiwan non hanno mai accettato l'affermazione del presidente Lee, principalmente per la ragione che l'Assemblea Nazionale (ormai defunta) non cambiò mai ufficialmente i confini nazionali. In particolare, la Repubblica Popolare Cinese asserisce che cambiare i confini nazionali sarebbe "un precursore dell'indipendenza di Taiwan". Il compito di cambiare i confini nazionali richiede ora un emendamento costituzionale approvato dallo Yuan Legislativo e ratificato da una maggioranza di tutti gli elettori della RDC aventi diritto di voto, che la RDC ha lasciato intendere costituirebbe motivo per un attacco militare.

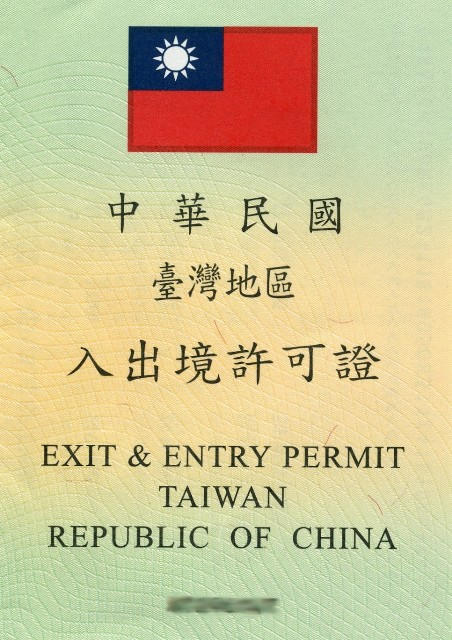
Permesso di uscita e di entrata Taiwan, Repubblica di Cina. Questo permesso è emesso dalla Repubblica di Cina per consentire ai residenti della Cina continentale, di Hong Kong e di Macao di viaggiare a Taiwan. La Repubblica di Cina rifiuta di accettare i passaporti della Repubblica Popolare Cinese.

D'altro canto, benché la Costituzione della Repubblica di Cina promulgata nel 1946 non affermi esattamente quale territorio essa include, la bozza della Costituzione del 1925 effettivamente elencava singolarmente le province della Repubblica di Cina e Taiwan non era tra di esse, poiché Taiwan probabilmente era de jure parte del Giappone come risultato del Trattato di Shimonoseki del 1895. La Costituzione prevedeva anche all'Articolo I.4, che "il territorio della TDC è il territorio originale governato da essa; a meno che non sia autorizzata dall'Assemblea Nazionale, esso non può essere alterato." Tuttavia, nel 1946, Sun Fo, figlio di Sun Yat-Sen e ministro dello Yuan Esecutivo della RDC, riferì all'Assemblea Nazionale che "vi sono due tipi di mutamenti territoriali: 1. rinunciare a un territorio e 2. annettere un nuovo territorio. Il primo esempio sarebbe l'indipendenza della Mongolia, e il secondo esempio sarebbe la rivendicazione di Taiwan. Entrambi sarebbero esempio di mutamenti territoriali." Il Giappone rinunciò a tutti i diritti su Taiwan nel Trattato di San Francisco del 1951 e nel Trattato di Taipei del 1952 senza un beneficiario esplicito. Sebbene la RDC abbia governato ininterrottamente Taiwan dopo che il governo fu indirizzato a Taiwan dall'Ordine Generale n. 1 (1945) per ricevere la resa giapponese, non c'è mai stata una riunione dell'Assemblea Nazionale della RDC per deliberare un mutamento territoriale secondo la Costituzione. Il memorandum esplicativo alla Costituzione spiegava che l'omissione di elencare singolarmente le province al contrario delle bozze anteriori era un atto di deliberata ambiguità: poiché il governo della RDC non riconosceva la validità del Trattato di Shimonoseki, in base alla denuncia di Chiang Kai-shek del trattato stesso alla fine degli anni 1930, di conseguenza (secondo questa argomentazione) la sovranità di Taiwan non fu mai soppressa dalla Cina. Una ratifica dell'Assemblea Nazionale della RDC non è perciò necessaria.
Gli articoli aggiuntivi della Costituzione della Repubblica di Cina hanno menzionato la "Provincia di Taiwan" e la ora defunta Assemblea Nazionale approvò emendamenti costituzionali che danno al popolo dell'"Area libera della Repubblica di Cina", che comprende i territori sotto la sua attuale giurisdizione, il diritto esclusivo, fino alla riunificazione, di esercitare la sovranità della Repubblica attraverso le elezioni del Presidente e dell'intera Legislatura, come pure attraverso elezioni per ratificare gli emendamenti alla costituzione della RDC. Inoltre, il Capitolo I, Articolo 2 della Costituzione della RDC afferma che "La sovranità della Repubblica di Cina apparterrà all'intero corpo dei cittadini." Questo suggerisce che la costituzione implicitamente ammette che la sovranità della RDC è limitata alle aree che essa controlla anche se non c'è alcun emendamento costituzionale che spieghi esplicitamente in dettaglio i confini della RDC.

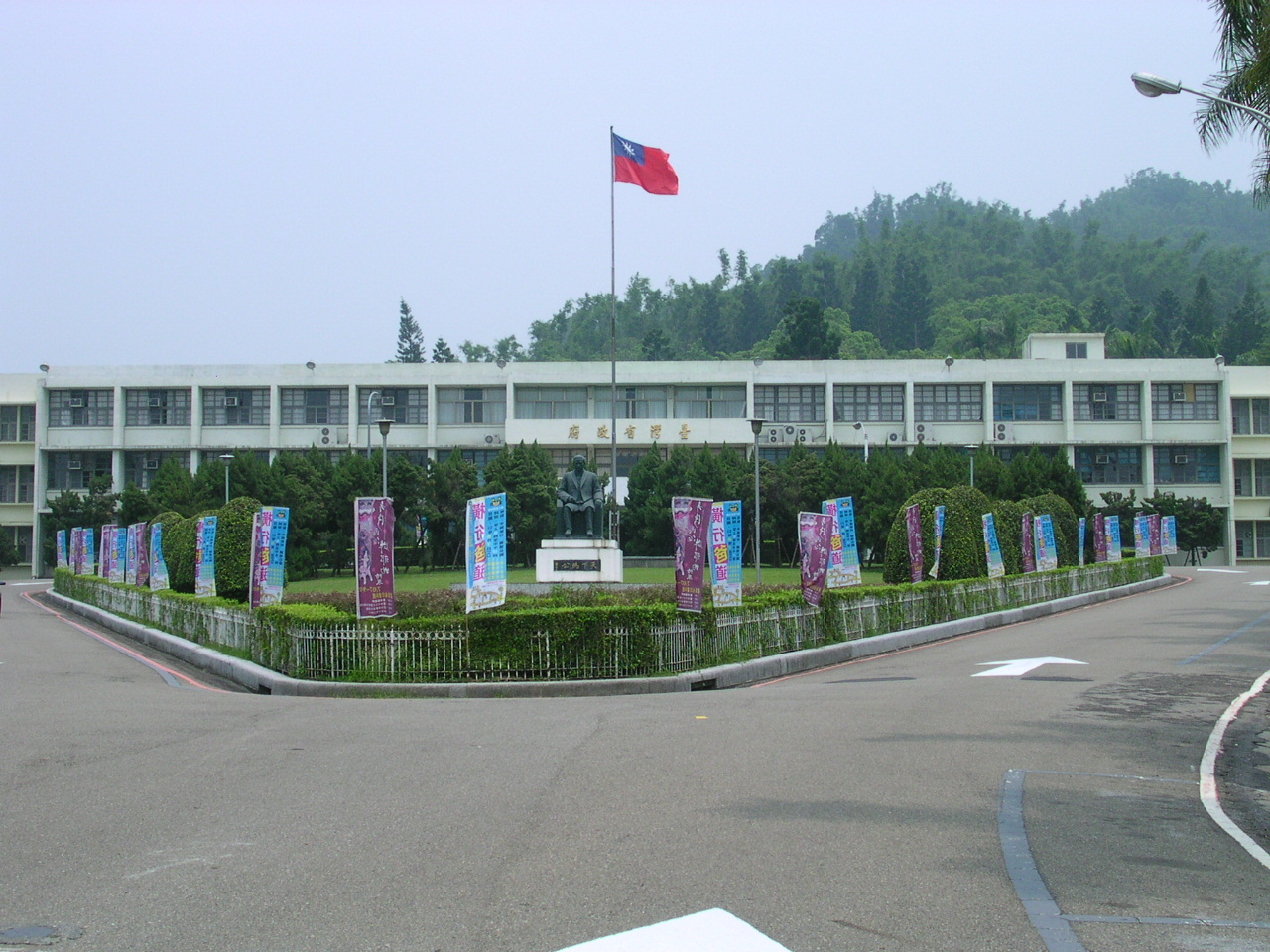
Il palazzo del Governo Provinciale della Provincia di Taiwan della Repubblica di Cina presso il Villaggio di Jhongsing.

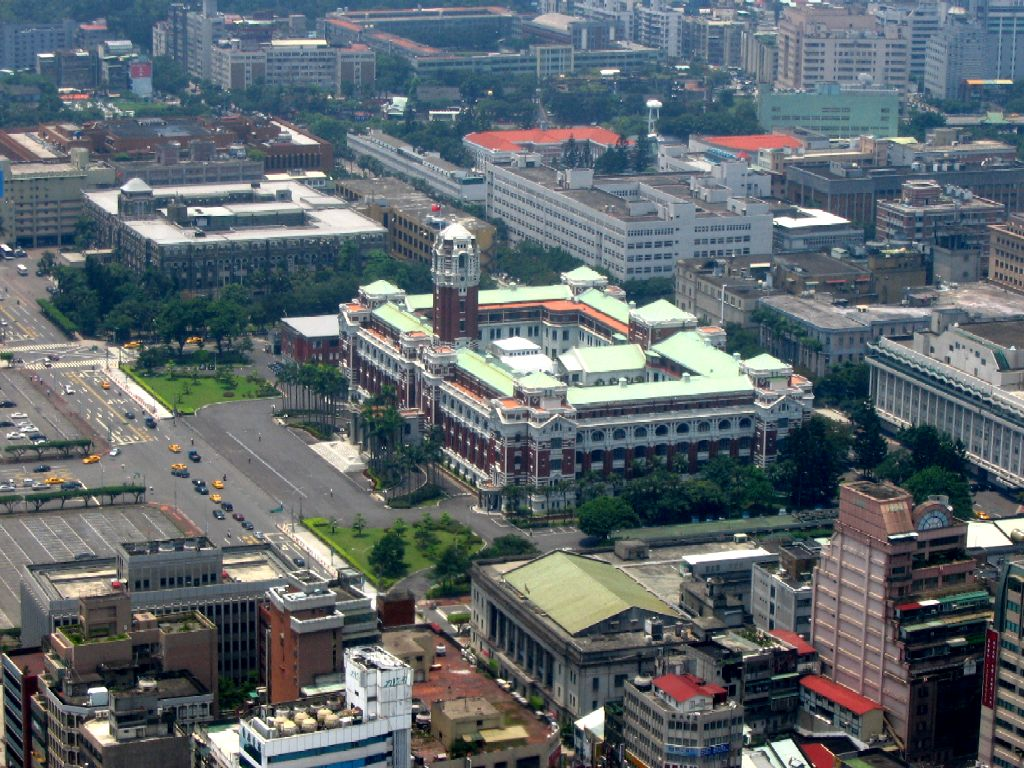
Il Palazzo dell'Ufficio Presidenziale della Repubblica di Cina è ubicato nel Distretto di Zhongzheng di Taipei.

Nel 1999, il presidente Lee Teng-hui della RDC propose una "teoria dei due stati" (兩國論) nella quale sia la Repubblica di Cina sia la Repubblica Popolare Cinese riconoscerebbero di essere due paesi separati con una speciale relazione diplomatica, culturale e storica. Questa dichiarazione tuttavia attirò una reazione rabbiosa dalla RPC che credeva che Lee stesse occultamente sostenendo l'indipendenza di Taiwan.
Il presidente Chen Shui-bian (2000-maggio 2008) sosteneva pienamente l'idea che la "Repubblica di Cina sia un paese indipendente, sovrano", ma nutriva l'opinione che la Repubblica di Cina sia Taiwan e che Taiwan non appartenga alla Repubblica Popolare Cinese. Questo è suggerito nella sua Teoria dei quattro stadi della Repubblica di Cina. Data la necessità di evitare la guerra con la RPC, tuttavia, il presidente si è trattenuto dal dichiarare formalmente l'indipendenza di Taiwan. Le pubblicazioni del governo hanno lasciato intendere che Taiwan si riferisce alla RDC, e "Cina" si riferisce alla RPC. Dopo essere diventato presidente del Partito Progressista Democratico nel luglio 2002, Chen sembrò muoversi più avanti della teoria dei due stati speciali di Lee e all'inizio di agosto 2002, proponendo il concetto di "un solo paese su ciascun lato", dichiarò che Taiwan può "procedere sulla propria strada taiwanese" e che "è chiaro che i due lati dello stretto sono paesi separati." Queste dichiarazioni eliminano essenzialmente qualsiasi fattore "speciale" nelle relazioni e furono fortemente criticate dai partiti di opposizione a Taiwan. Il presidente Chen ha ripetutamente rifiutato di appoggiare il principio di una sola Cina o il più "flessibile" Consenso del 1992 che la RPC esige come precursore dei negoziati con la RPC. Durante la presidenza di Chen, non vi era stato alcun tentativo riuscito di far ripartire i negoziati a livello semiufficiale.
Nelle elezioni della RDC del 2008, il popolo assegnò a Ma Ying-jeou del KMT una vittoria elettorale oltre che una considerevole maggioranza nella legislatura. Il presidente Ma, durante tutta la sua campagna elettorale, sostenne che avrebbe accettato il Consenso del 1992 e promosso migliori relazioni con la RPC. Rispetto allo status politico di Taiwan, la sua politica era: 1) non avrebbe negoziato con la RPC sul tema della riunificazione durante il suo mandato; 2) non avrebbe mai dichiarato l'indipendenza di Taiwan; e 3) non avrebbe provocato la RPC ad attaccare Taiwan. Accettò ufficialmente il Consenso del 1992 nel suo discorso inaugurale che diede come risultato colloqui semiufficiali diretti con la RPC, e questo in seguito condusse all'inizio dei voli charter diretti del fine settimana tra la Cina continentale e Taiwan. Il presidente Ma interpreta le relazioni attraverso lo stretto come "speciali", "ma non come quella tra due nazioni". In seguito affermò che la Cina continentale fa parte del territorio della Repubblica di Cina, e che le leggi relative alle relazioni internazionali non sono applicabili alle relazioni tra la Cina continentale e Taiwan, in quanto sono parti di uno stato.

### Posizione di altri paesi e altre organizzazioni internazionali
A causa del sentimento anticomunista all'inizio della Guerra fredda, la Repubblica di Cina fu riconosciuta inizialmente come l'unico governo legittimo della Cina da parte dell'ONU e dalla maggior parte delle nazioni occidentali. Il 9 gennaio 1950 Israele spostò il riconoscimento alla Repubblica Popolare Cinese. La Risoluzione 505 dell'Assemblea generale delle Nazioni Unite, approvata il 1º febbraio 1952, considerava i comunisti cinesi come ribelli contro la RDC. Tuttavia gli anni 1970 videro un mutamento nei riconoscimenti diplomatici dalla RDC alla RPC. Nonostante la RDC fosse uno dei cinque membri permanenti del Consiglio di sicurezza delle Nazioni Unite, essa venne rimpiazzata dalla RPC quando, il 25 ottobre 1971, fu approvata la Risoluzione 2758 dell'Assemblea generale delle Nazioni Unite, che "decide di restaurare tutti i suoi diritti alla Repubblica Popolare Cinese e per riconoscere i rappresentanti del suo Governo come gli unici rappresentanti legittimi della Cina alle Nazioni Unite, e di espellere immediatamente i rappresentanti di Chiang Kai-shek dal luogo che essi occupano illegalmente alle Nazioni Unite e in tutte le organizzazioni a loro legate." Benché le tensioni dell'epoca della guerra fredda si siano alquanto calmate, lo status politico di Taipei rimane comunque oggetto di un contenzioso. Le riforme attuate dal governo nazionalista negli anni 1980 e 1990 hanno trasformato Taiwan da uno Stato monopartitico, controllato da coloro che avevano abbandonato la Cina, a uno Stato multipartitico e aperto anche alla popolazione originaria dell'isola. I molteplici tentativi da parte della RDC di rientrare nell'ONU, non più per rappresentare tutta la Cina, ma solo il popolo dei territori che governa, non hanno superato il vaglio dell'apposito comitato, in gran parte per le manovre diplomatiche della RPC, che asserisce che la Risoluzione 2758 ha definito la materia.
Come conseguenza della politica di Pechino orientata al riconoscimento dell'esistenza di "un'unica Cina", Taiwan dal 1971 in poi ha molto sofferto sul piano diplomatico. Gli Stati che hanno rapporti diplomatici ufficiali con la RDC la riconoscono come solo e legittimo governo dell'intera Cina. La RPC rifiuta di mantenere relazioni diplomatiche con qualsiasi nazione che riconosca la RDC, ma non obietta alle nazioni che conducono scambi economici, culturali e simili con Taiwan che non implicano una relazione diplomatica. Perciò molte nazioni che hanno relazioni diplomatiche con Pechino mantengono uffici semi-diplomatici a Taipei. Ad esempio, gli Stati Uniti mantengono l'Istituto Americano a Taiwan. Similmente, il governo di Taiwan mantiene uffici semi-diplomatici nella maggior parte delle nazioni sotto vari nomi, più comunemente come Ufficio Economico e Culturale di Taipei. Stati Uniti, Canada, Regno Unito, India, Pakistan e Giappone hanno formalmente adottato la politica di una sola Cina, in base alla quale la Repubblica Popolare Cinese è teoricamente il solo governo legittimo della Cina. Tuttavia, gli Stati Uniti e il Giappone prendono atto piuttosto che riconoscere la posizione della RPC che Taiwan fa parte della Cina. Nel caso del Canada gli accordi scritti bilaterali dichiarano che le due rispettive parti prendono nota della posizione di Pechino ma non usano la parola sostengono. La posizione del governo del Regno Unito che "il futuro di Taiwan sia deciso pacificamente dai popoli di entrambi i lati dello Stretto" è stata dichiarata parecchie volte. Malgrado la RPC asserisca che gli Stati Uniti si oppongano all'indipendenza taiwanese, gli Stati Uniti traggono vantaggio dalla sottile differenza tra "si oppongono" e "non sostengono". Infatti, una sostanziale maggioranza delle dichiarazioni che Washington ha fatto dicono che essi "non sostengono l'indipendenza di Taiwan" invece di dire che "si oppongono" all'indipendenza. Così, attualmente gli Stati Uniti non prendono posizione sull'esito politico, eccetto un'unica esplicita condizione che ci sia una soluzione pacifica alle differenze tra i due lati dello Stretto di Taiwan. Tutta questa ambiguità ha fatto sì che gli Stati Uniti stiano costantemente camminando su un filo del rasoio diplomatico riguardo alle relazioni attraverso lo stretto.

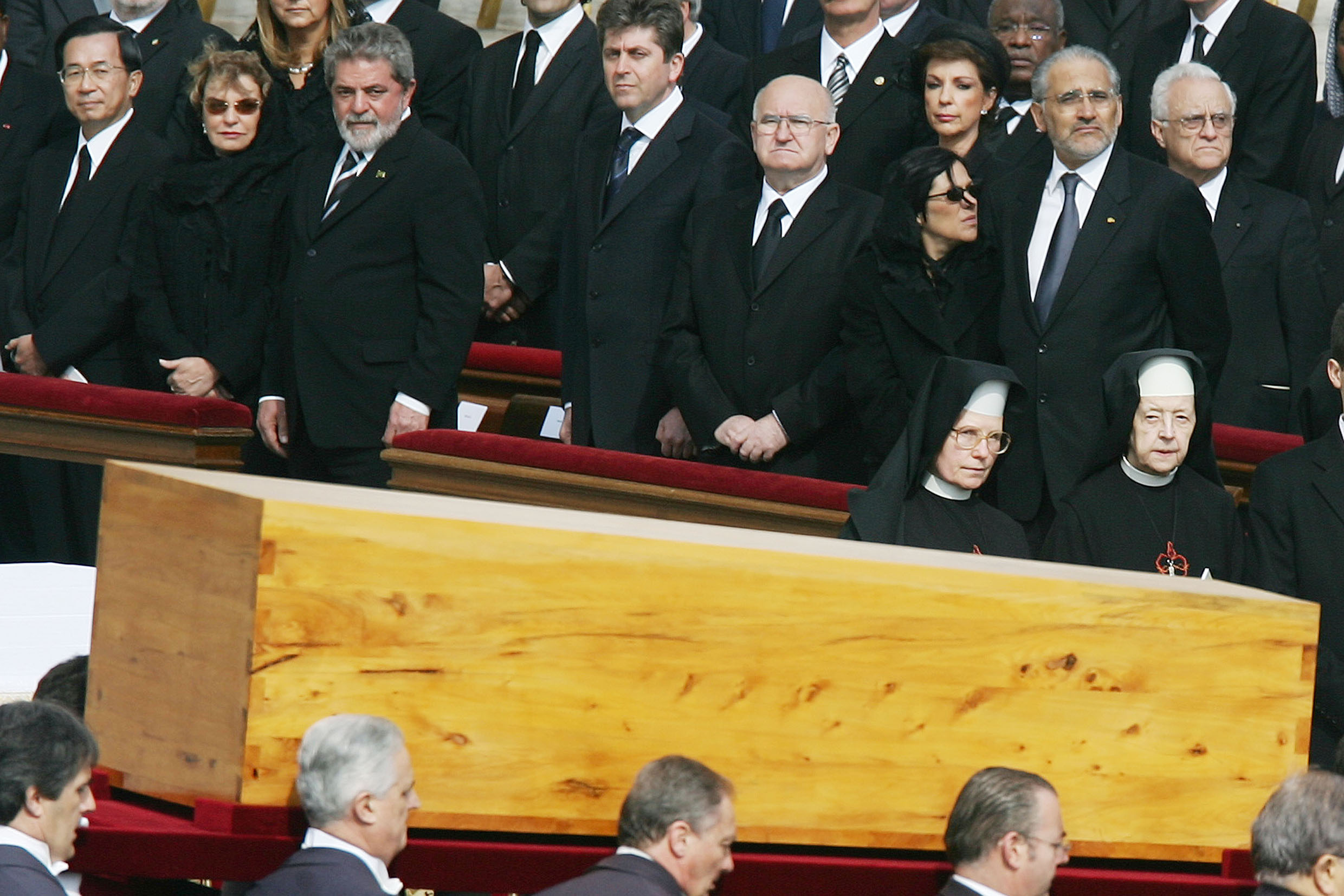
Il presidente Chen Shui-bian (estrema sinistra) partecipò al funerale di papa Giovanni Paolo II nel 2005. Come capo di stato della Cina riconosciuto dalla Santa Sede; Chen era seduto in prima fila (in ordine alfabetico francese), accanto alla first lady e al presidente del Brasile.

La Santa Sede riconosce la RDC, uno stato in gran parte non cristiano/cattolico, principalmente per protestare contro ciò che essa vede come la soppressione della fede cattolica nella Cina continentale da parte della RPC. Tuttavia, i diplomatici vaticani erano impegnati in colloqui con i politici delle RPC al tempo della morte di papa Giovanni Paolo II, in vista di migliorare le relazioni tra i due paesi. Interrogato, un diplomatico vaticano suggerì che le relazioni con Taiwan potrebbero rivelarsi "sacrificabili" se la RPC dovesse essere disponibile a impegnarsi in relazioni diplomatiche con la Santa Sede. Sotto papa Benedetto XVI il Vaticano e la RPC hanno mostrato maggiore interesse a stabilire legami: in tale contesto sono da inquadrare la nomina di vescovi cinesi filo-vaticani e la cancellazione da parte del Papa di una visita programmata del Dalai Lama.
Durante gli anni 1990 ci fu un tiro alla fune diplomatico in cui la RPC e la RDC tentarono di superarsi nelle offerte per ottenere il sostegno diplomatico delle piccole nazioni. Questa contesa sembra essere rallentata come risultato del crescente potere economico della RPC e dei dubbi di Taiwan se questo aiuto fosse effettivamente nell'interesse della Repubblica di Cina. Arabia Saudita e Corea del Sud hanno terminato le loro relazioni diplomatiche con la RDC nel 1992 ed il Sudafrica è passato al riconoscimento della Repubblica Popolare Cinese (RPC) nel 1998. La Macedonia ha riconosciuto Taiwan negli anni novanta, ma successivamente ha riconosciuto la RPC quando quest'ultima le impose sanzioni economiche ed usò il veto nel Consiglio di Sicurezza dell'ONU per bloccare gli aiuti alla missione di peacekeeping. La Liberia è passata dal riconoscimento della RPC al riconoscimento della RDC nel 1989 e ha cambiato nuovamente nell'ottobre 2003. Il 31 marzo 2004 Dominica terminò il suo riconoscimento nei confronti della RDC, che era cominciato nel 1983, perché la RPC le promise un finanziamento di 117 milioni di dollari in sei anni. Alla fine del 2004 Vanuatu spostò brevemente il riconoscimento da Pechino a Taipei, portando alla cacciata del suo Primo Ministro e a un ritorno al riconoscimento di Pechino. Il 20 gennaio 2005 Grenada spostò il suo riconoscimento da Taipei a Pechino, in cambio di milioni in aiuti (1.500 dollari USA per ogni grenadiano). Il 14 maggio 2005 Nauru annunciò la restaurazione di relazioni diplomatiche formali con Taipei dopo uno iato di tre anni, durante i quali aveva riconosciuto brevemente la Repubblica Popolare Cinese. Il 26 ottobre 2005 il Senegal ruppe le relazioni con la Repubblica di Cina e stabilì contatti diplomatici con Pechino. Il 5 agosto 2006 Taipei ruppe le relazioni con il Ciad quando quest'ultimo stabilì relazioni con Pechino. Il 26 aprile 2007 Saint Lucia, che aveva in precedenza troncato i legami con la Repubblica di Cina in seguito a un cambiamento di governo nel dicembre 1996, annunciò la restaurazione di relazioni diplomatiche formali con Taipei. Il 7 giugno 2007, dopo quasi 50 anni di relazioni diplomatiche, la Costa Rica ruppe i legami diplomatici con la Repubblica di Cina a favore della Repubblica Popolare Cinese. Nel gennaio 2008 il Ministro degli esteri del Malawi riferì che il Malawi aveva deciso di interrompere il riconoscimento diplomatico della Repubblica di Cina e di riconoscere la Repubblica Popolare Cinese. Il 14 novembre 2013 il Gambia annunciò la fine delle relazioni con Taiwan e l'avvio di quelle con Pechino. Il 26 dicembre 2016 São Tomé e Príncipe ha riavviato i legami diplomatici con la Repubblica Popolare Cinese, interrompendo il riconoscimento diplomatico della Repubblica di Cina. Il 19 giugno 2017 la Repubblica di Panama ha ristabilito i rapporti diplomatici con la Repubblica Popolare Cinese. Nel maggio 2018 Repubblica Dominicana e Burkina Faso hanno interrotto le relazioni diplomatiche con Taiwan, seguiti il 21 agosto 2018 da El Salvador. il 16 settembre 2019 Taipei ha rotto le relazioni con le Isole Salomone dopo che queste ultime hanno stabilito relazioni con Pechino. Il 20 settembre 2019 Taipei ha rotto le relazioni anche con Kiribati dopo che anche queste ultime hanno stabilito relazioni con Pechino. Il 9 Dicembre 2021 il Nicaragua ha interrotto le relazioni con Taiwan, avviando legami diplomatici con la Repubblica Popolare Cinese. Il 26 marzo 2023 l'Honduras ha avviato relazioni diplomatiche con la Repubblica Popolare Cinese, interrompendo le relazioni con Taiwan. Il 15 gennaio 2024 Nauru ha interrotto le relazioni con Taiwan per la seconda volta, riavviando i legami diplomatici con la Repubblica Popolare Cinese interrotti 19 anni prima.

Al gennaio 2024 i paesi che intrattengono relazioni diplomatiche formali con Taiwan sono 12:
1. Belize (1989)
2. Guatemala (1960)
3. Haiti (1956)
4. Isole Marshall (1998)
5. Palau (1999)
6. Paraguay (1957)
7. Saint Kitts e Nevis (1983)
8. Saint Lucia (1984-1997, 2007)
9. Saint Vincent e Grenadine (1981)
10. eSwatini (1968)
11. Tuvalu (1979)
12. Città del Vaticano (1942)

Sotto la continua pressione della RPC per bloccare qualsiasi rappresentanze della RDC che possa implicare la condizione di stato indipendente, le organizzazioni internazionali hanno adottato politiche diverse verso la questione della partecipazione della RDC. Nei casi in cui partecipano quasi tutti i membri dell'ONU o gli stati sovrani, come l'Organizzazione mondiale della sanità (OMS), la RDC è stata completamente esclusa, mentre in altri, come l'Organizzazione mondiale del commercio (OMC) e il Comitato Olimpico Internazionale (CIO), la RDC partecipa sotto nomi insoliti: "Cina Taipei" (o "Taipei Cinese") nel caso dell'APEC e del CIO, e "Territorio doganale separato di Taiwan, Penghu, Kinmen e Matsu" (spesso abbreviato in "Cina Taipei") nel caso dell'OMC. La questione del nome della RDC venne sotto esame durante il Classico mondiale di baseball (CMB) del 2006. Gli organizzatori del torneo a 16 squadre intendevano chiamare Taiwan come tale, ma ritornarono a "Cina Taipei" dietro pressione della RPC. La RDC contestò la decisione, asserendo che il CMB non è un evento del CIO, ma non la spuntò. L'elenco dei nomi dei paesi e dei territori ISO 3166 registra Taiwan (TW) separatamente dalla e in aggiunta alla Repubblica Popolare Cinese (CN), ma elenca Taiwan come "Taiwan, Provincia della Cina" in base al nome usato dall'ONU sotto la pressione della RPC. Nello ISO 3166-2:CN Taiwan è codificata anche CN-71 sotto la Cina, rendendo così Taiwan parte della Cina nelle categorie ISO 3166-1 e ISO 3166-2.
Le questioni nominalistiche intorno a Taiwan/RDC continuano a essere un tema controverso in organizzazioni non governative come il Lions Club, che affrontò notevoli dispute nella denominazione della sua filiale taiwanese.

## Controversie
Molti leader politici che hanno sostenuto una qualche forma della politica di una sola Cina hanno commesso lapsus linguae nel riferirsi a Taiwan come un paese o come la Repubblica di Cina. È noto che i presidenti degli Stati Uniti Ronald Reagan e George W. Bush si riferirono a Taiwan come un paese durante i loro mandati in carica. Sebbene vicino alla fine del suo mandato come Segretario di Stato degli Stati Uniti, Colin Powell abbia detto che Taiwan non è uno stato, egli si riferì due volte a Taiwan come la Repubblica di Cina durante un'audizione al Comitato delle Relazioni estere del Senato degli Stati Uniti il 9 marzo 2001. Nel discorso di commiato del premier della Repubblica Popolare Cinese Zhu Rongji al Congresso nazionale del popolo, Zhu si riferì accidentalmente alla Cina continentale e a Taiwan come a due paesi. Ci sono anche quelli della RPC che si riferiscono informalmente a Taiwan come un paese. Delegati del Sudafrica una volta si riferirono a Taiwan come la "Repubblica di Taiwan" durante il mandato di Lee Teng-hui come Presidente della RDC. Nel 2002 Michael Bloomberg, il sindaco di New York, si riferì a Taiwan come un paese. Più recentemente, l'ex segretario della difesa statunitense Donald Rumsfeld affermò in un giornale cinese locale in California nel luglio 2005 che Taiwan è "una nazione sovrana". La Repubblica Popolare Cinese scoprì l'affermazione circa tre mesi dopo che era stata fatta.
In un controverso discorso il 4 febbraio 2006, il ministro degli esteri giapponese Tarō Asō definì Taiwan un paese con livelli di istruzione molto elevati a causa del precedente dominio coloniale giapponese sull'isola. Un mese più tardi disse a un comitato parlamentare giapponese che "la democrazia [di Taiwan] è considerevolmente maturata e l'economia liberale è profondamente radicata, così è un paese rispettoso delle leggi. In vari modi, è un paese che condivide un senso di valori con il Giappone". Allo stesso tempo, ammetteva che "so che ci sarà un problema nel chiamare [Taiwan] un paese". In seguito, il Ministro degli esteri giapponese tentò di minimizzare o di reinterpretare le sue osservazioni.
Nel febbraio 2007 la Banda della Polizia Reale di Grenada suonò l'inno nazionale della Repubblica di Cina in un'inaugurazione del ricostruito Queen's Park Stadium di Saint George's finanziato dalla RPC. Grenada aveva rotto le relazioni diplomatiche con Taiwan appena due anni prima a favore della RPC.
Quando il Kuomintang visitò la Cina continentale nel 2005, i media della RPC controllati dal governo chiamarono questo evento una "visita" e definirono il KMT uno dei "partiti politici di Taiwan" anche se il nome completo del Kuomintang rimane il "Partito Nazionalista Cinese". È interessante che, nella Cina continentale, esiste un partito legale chiamato il Comitato Rivoluzionario del Kuomintang che è ufficialmente uno dei nove "partiti consultivi", secondo la Conferenza politica consultiva del popolo cinese della RPC.

## Possibili soluzioni e interventi militari
Fino al 1979 entrambe le parti non escludevano il ricorso all'opzione militare per risolvere il conflitto. Infatti scontri intermittenti si verificarono per tutti gli anni 1950 e 1960, con picchi che comprendevano la Prima e la Seconda crisi dello Stretto di Taiwan. Nel 1979, con il cambio statunitense del riconoscimento diplomatico alla RPC, la RDC perse il suo alleato necessario per "riprendersi il continente". Nel frattempo, il desiderio della RPC di essere accettata nella comunità internazionale la portò a promuovere l'unificazione pacifica in base al principio che sarebbe stato più tardi denominato "un Paese, due sistemi", piuttosto che "liberare Taiwan" e fare di Taiwan una regione amministrativa speciale della RPC.

### Condizioni della RPC per l'intervento militare
Ciononostante, il governo della RPC ha reso pubblici i motivi che farebbero scattare una guerra immediata con Taiwan, in modo specifico attraverso la sua controversa Legge anti-secessione del 2005. Queste condizioni sono:
- se si verificano eventi che conducono alla "separazione" di Taiwan dalla Cina a qualsiasi titolo, o
- se si verifica un evento che condurrebbe alla "separazione" di Taiwan dalla Cina, o
- se ogni possibilità di unificazione pacifica è perduta.

Si è interpretato che questi criteri includano lo scenario dello sviluppo di armi nucleari da parte di Taiwan (vedi articolo principale: Taiwan e le armi di distruzione di massa).
La RPC ha fatto molte dimostrazioni di forza in questo contesto, con Jiang Zemin che, dopo aver preso il mantello di Presidente della Commissione militare centrale, è diventato la voce dominante.
Soprattutto la terza condizione ha causato agitazione a Taiwan, poiché la sua formulazione è generica e lascia molto spazio a interpretazioni discrezionali. Secondo alcuni, essa significherebbe che preservare l'ambiguo status quo non è accettabile per la RPC, sebbene quest'ultima in molte occasioni abbia affermato che non c'è una tabella di marcia esplicita per la riunificazione.
La preoccupazione di una dichiarazione formale di indipendenza di Taiwan de jure è una forte spinta al concentramento di forze armate tra Taiwan e la Cina continentale. L'ex amministrazione Bush degli Stati Uniti dichiarò pubblicamente che, dato lo status quo, non avrebbe aiutato Taiwan se avesse dichiarato l'indipendenza unilateralmente.
Secondo il presidente Chen Shui-bian, che fu Presidente della Repubblica di Cina tra il 2000 e il 2008, la Cina accelerò lo schieramento di missili contro Taiwan fino a 120 all'anno (maggio 2007), portando l'arsenale totale a 706 missili balistici capaci di essere equipaggiati con testate nucleari puntate su Taiwan. Alcuni credono che questa dimostrazione di forza da parte della RPC sia uno strumento di pressione politica su Taiwan per indurla a rinunciare a mosse unilaterali verso l'indipendenza formale, almeno per il momento, anche se il governo della RPC (ovviamente) non ammette mai pubblicamente lo schieramento dei missili. Il 12 gennaio 2008 si tennero le elezioni legislative a Taiwan. I risultati diedero al Kuomintang e alla coalizione pan-azzurra una supermaggioranza (86 dei 113 seggi) nell'assemblea legislativa, infliggendo una pesante sconfitta al Partito Democratico Progressista del presidente Chen Shui-bian, che ottenne soltanto i 27 seggi rimanenti. L'alleato minore nella coalizione pan-verde, l'Unione per la Solidarietà di Taiwan, non ottenne seggi. L'elezione per il XII Presidente e Vice Presidente della Repubblica di Cina si tenne il 22 marzo 2008. Il candidato del Kuomintang Ma Ying-jeou vinse con il 58% dei voti, ponendo fine a otto anni di potere presidenziali del Partito Progressista Democratico (DPP). Insieme alle elezioni legislative del 2008, la schiacciante vittoria di Ma riportò il Kuomintang al potere a Taiwan.

### Equilibrio di potere
La possibilità della guerra, la stretta prossimità geografica di Taiwan controllata dalla RDC e della Cina continentale controllata dalla RPC e le conseguenti fiammate che si presentano ogni tot anni, cospirano per rendere questo uno dei punti focali più sorvegliati del Pacifico. Entrambe le parti hanno scelto di avere una forte presenza navale. Tuttavia, le strategie navali tra entrambe le potenze cambiarono grandemente negli anni 1980 e 1990, mentre la RDC assumeva un atteggiamento più difensivo costruendo e comprando fregate e cacciatorpediniere lanciamissili, e la RPC una posizione più aggressiva sviluppando missili da crociera e missili superficie-superficie.
Sebbene l'Aeronautica dell'Esercito Popolare di Liberazione sia considerata grande, la maggior parte della sua flotta consiste di caccia J-7 di più vecchia generazione (MiG-21 e Mig-21BI schierati), sollevando dubbi sulla capacità dell'AEPL di controllare lo spazio aereo nell'eventualità di un conflitto. Dalla metà degli anni 1990 la RPC ha acquistato, e più tardi schierato, caccia basati su SU-27. Questi caccia russi, come pure le loro varianti cinesi J11A, sono attualmente oltre 170 di numero, e hanno accresciuto l'efficacia delle capacità oltre il raggio visivo (Beyond Visual Range, BVR) dell'AEPL. Si prevede che l'introduzione di 60 caccia J10A di nuova generazione aumenti la potenza di fuoco dell'AEPL. L'acquisizione dei Su30MKK accrebbe ulteriormente la capacità di supporto aria-terra dell'AEPL. L'Aeronautica della RDC, d'altro canto, fa affidamento sui caccia di seconda generazione di Taiwan, che consiste di 150 F-16 Fighting Falcon di costruzione statunitense, approssimativamente di 60 Mirage 2000-5 di costruzione francese e approssimativamente di 130 IDF (Indigenous Defense Fighters, "caccia da difesa indigeni") sviluppati localmente. Tutti questi caccia a reazione della RDC sono in grado di condurre missioni di combattimento con missili BVR, ma il livello della tecnologia nei caccia cinesi continentali si sta mettendo in pari. Anche la Defense Intelligence Agency degli Stati Uniti ha riferito che pochi dei 400 caccia totali di Taiwan sono capaci operativamente.
Nel 2003, la RDC acquistò quattro cacciatorpediniere lanciamissili — l'ex classe USS Kidd - ed espresse un forte interesse per la classe Arleigh Burke. Ma con la crescita della marina e dell'aeronautica della RPC, alcuni dubitano che la RDC in futuro potrebbe resistere a un determinato tentativo di invasione dalla Cina continentale. Queste preoccupazioni hanno portato all'opinione in certi circoli che l'indipendenza taiwanese, se deve essere realizzata, si dovrebbe tentare prima possibile, mentre la RDC ha ancora la capacità di difenderesi in un conflitto militare totale. Durante gli ultimi tre decenni, le stime di quanto a lungo la RDC potrebbe resistere a un'invasione su vasta scala da oltre lo Stretto senza alcun aiuto esterno sono diminuite da tre mesi a soltanto sei giorni. Date tali stime, la Marina statunitense ha continuato a esercitarsi a "far scattare" i suoi gruppi di portaerei, dando loro l'esperienza necessaria per rispondere rapidamente a un attacco a Taiwan. Gli Stati Uniti raccolgono anche dati sugli schieramenti militari della RPC, attraverso l'uso di satelliti spia, ad esempio. Ci vorrebbero giorni, se non settimane, perché la RPC preparasse un assalto completo a Taiwan.
Tuttavia, numerosi rapporti diffusi dalle forze armate della RPC, della RDC e degli Stati Uniti fanno affermazioni alla cieca reciprocamente contraddittorie sulla possibile difesa di Taiwan.
Naturalmente, le evenienze di guerra non vengono pianificate nel vuoto. Nel 1979, il Congresso degli Stati Uniti approvò la Legge sulle relazioni con Taiwan (Taiwan Relations Act), una legge generalmente interpretata imporre la difesa statunitense di Taiwan nell'eventualità di un attacco dalla Cina continentale (la legge si applica a Taiwan e a Penghu, ma non a Jinmen o Matsu). Gli Stati Uniti mantengono la più grande flotta permanente del mondo nella Regione Pacifica vicino a Taiwan. La Settima Flotta, operante primariamente da varie basi in Giappone, è un potente contingente navale costruito sull'unica portaerei del mondo schierata permanentemente in prima posizione avanzata, la USS George Washington (CVN-73). Sebbene lo scopo dichiarato della flotta non sia la difesa taiwanese, si può presumere con sicurezza dalle azioni passate che questa è una delle ragioni per le quali la flotta è di stanza in queste acque.
A partire dal 2000, il Giappone rinnovò i suoi impegni di difesa con gli Stati Uniti e si lanciò in un programma di riarmo, in risposta ai timori che Taiwan potesse essere invasa. Alcuni analisti credono che la RPC potrebbe lanciare attacchi preventivi alle basi militari in Giappone per dissuadere le forze statunitensi e giapponesi dal venire in aiuto della RDC. I pianificatori strategici considerano anche vitale una Taiwan indipendente, non solo perché la RDC controlla rotte preziose dal punto di vista economico, ma anche perché la sua cattura da parte della RPC renderebbe il Giappone più vulnerabile. Durante la Seconda guerra mondiale, gli Stati Uniti invasero le Filippine, ma un altro bersaglio praticabile per consentire attacchi diretti contro il Giappone sarebbe stata Taiwan (allora nota come Formosa). Tuttavia, i critici della teoria degli attacchi preventivi asseriscono che la RPC dovrebbe essere restia a offrire al Giappone e agli Stati Uniti una tale scusa per intervenire.

### Terza crisi dello Stretto di Taiwan

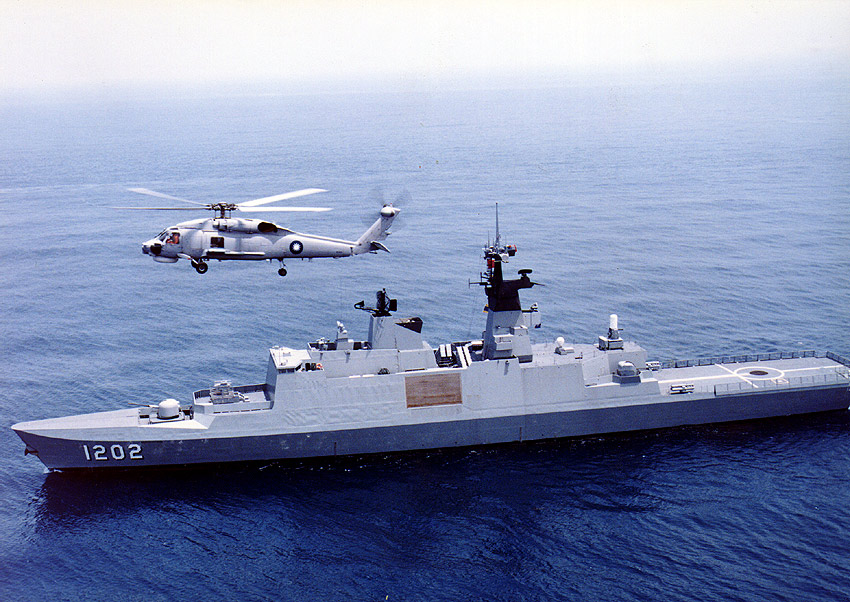
Fregata classe Kang Ding della MRC con elicottero S-70C

Nel 1996, la RPC cominciò a condurre esercitazioni militari vicino a Taiwan e lanciò parecchi missili balistici al di là dell'isola. La prova di forza fu fatta in risposta alla possibile rielezione dell'allora presidente Lee Teng-hui. Gli Stati Uniti, sotto il presidente Clinton, inviarono due gruppi da battaglia di portaerei nella regione, facendole navigare nello Stretto di Taiwan. La RPC, incapace di tracciare i movimenti delle navi e probabilmente non disponibile a intensificare il conflitto, si ritirò rapidamente. L'evento ebbe scarso impatto sull'esito delle elezioni, poiché nessuno dei concorrenti di Lee era abbastanza forte da sconfiggerlo, ma è opinione diffusa che gli atti aggressivi della RPC, lungi dall'intimidire la popolazione taiwanese, abbiano dato a Lee una spinta che portò la sua quota di voti oltre il 50 per cento.
Anche se la possibilità di guerra nello Stretto di Taiwan è piuttosto bassa nel breve termine, il perdurante stato di tensione nell'area impone tuttavia alla RPC, alla RDC e agli USA di rimanere cauti e vigili. Lo scopo delle tre parti al momento sembra essere, per la maggior parte, di mantenere lo status quo.

## Sviluppi a partire dal 2004 e prospettive future

### Giudiziari
Il 24 ottobre 2006, il dottor Roger C. S. Lin guidò un gruppo di residenti taiwanesi, compresi membri del Partito della Nazione Taiwanese, a inoltrare un reclamo per un provvedimento declaratorio (complaint for declaratory relief) presso la Corte Distrettuale degli Stati Uniti per il Distretto di Columbia. Secondo il loro avvocato, signor Charles Camp, "il reclamo chiede alla Corte di dichiarare se i ricorrenti taiwanesi, compresi membri del Partito della Nazione Taiwanese, abbiano certi diritti in base alla Costituzione degli Stati Uniti e alle altre leggi statunitensi". La loro argomentazione centrale è che, a seguito della rinuncia giapponese a tutti i diritti e rivendicazioni su Taiwan, Taiwan ricadde sotto la giurisdizione statunitense in base al fatto che gli Stati Uniti erano la potenza occupante designata nel Trattato di pace con il Giappone e che rimane così ancora oggi. Il governo degli Stati Uniti si oppose a questa causa.
La Corte distrettuale diede ragione al governo degli Stati Uniti il 18 marzo 2008 e decise che la causa presenta una questione politica; come tale, la Corte concluse di non avere giurisdizione per trattare la materia e respinse il reclamo. Contro questa decisione i ricorrenti presentarono appello e la Corte d'Appello confermò all'unanimità la decisione della Corte Distrettuale.
La RPC e Taiwan hanno concordato di accrescere la cooperazione nel settore della tutela della legge. La polizia continentale ha cominciato a costituire un ufficio di collegamento a Taipei nel 2010.

### Politici
Sebbene la situazione sia confondente, la maggior parte degli osservatori credono che essa sia stabile, con intese e accordi tra gentiluomini sufficienti a impedire alle cose di scoppiare in guerra aperta. L'attuale controversia riguarda il termine una sola Cina, in quanto la RPC insiste che la RDC debba riconoscere questo termine per incominciare i negoziati. Sebbene il Partito Progressista Democratico abbia moderato il suo sostegno all'indipendenza di Taiwan, c'è ancora insufficiente sostegno all'interno di quel partito perché l'ex Presidente Chen Shui-bian acconsenta a "una sola Cina". Al contrario, il Kuomintang (KMT) e il Partito del Popolo per Primo (PFP) paiono disponibili ad acconsentire a qualche variazione del principio di una sola Cina, e la maggior parte degli osservatori credevano che la posizione della RPC fosse volta a mettere fuori gioco Chen fino alle elezioni presidenziali del 2004, dove si sperava che qualcuno più favorevole alla riunificazione cinese giungesse al potere. In parte per contrastare questo, Chen Shui-bian annunciò nel luglio 2002 che se la RPC non rispondesse alla buona volontà di Taiwan, Taiwan potrebbe "andare per la propria... strada".
Con la rielezione di Chen nel 2004, le prospettive di Pechino per una più rapida risoluzione furono raffreddate, benché sembrassero rafforzarsi di nuovo in conseguenza della maggioranza pan-azzurra nelle elezioni legislative del 2004. Tuttavia, l'opinione pubblica a Taiwan reagì sfavorevolmente nei confronti della legge antisecessione approvata dalla RPC nel marzo 2005. In seguito a due visite di alto profilo da parte dei leader dei partiti del KMT e del PFP nella RPC, l'equilibrio dell'opinione pubblica sembrò assumere connotazioni ambigue, con la coalizione pan-verde che otteneva la maggioranza nelle elezioni dell'Assemblea Nazionale del 2005, e con la coalizione pan-azzurra che segnava però una vittoria schiacciante nelle elezioni municipali del 2005.
Le elezioni legislative a Taiwan si tennero il 12 gennaio 2008. I risultati diedero al Kuomintang e alla coalizione pan-azzurra una maggioranza assoluta (86 dei 113 seggi) nell'assemblea legislativa, infliggendo una pesante sconfitta al Partito Progressista Democratico del Presidente Chen Shui-bian, che ottenne i 27 seggi rimanenti. Il partner minore della coalizione pan-verde, l'Unione per la Solidarietà di Taiwan, non ottenne seggi.
L'elezione del XII Presidente della RDC si tenne il 22 marzo 2008. Il candidato del Kuomintang Ma Ying-jeou vinse, con il 58% del voto, mettendo fine a otto anni di leadership del Partito Progressista Democratico (DPP). Insieme alle elezioni legislative del 2008, la vittoria schiacciante di Ma riportò il Kuomintang al potere a Taiwan. Questa nuova situazione politica ha condotto a una diminuzione della tensione tra entrambi i lati dello Stretto di Taiwan e all'aumento delle relazioni attraverso lo stretto, rendendo una dichiazione di indipendenza, o di guerra, qualcosa di improbabile.
La Fondazione per gli Scambi tra lo Stretto (Straits Exchange Foundation, SEF) di Taiwan e la sua corrispondente cinese – l'Associazione per le Relazioni attraverso lo Stretto di Taiwan (Association for Relations Across the Taiwan Strait, ARATS) firmarono quattro accordi a Taipei il 4 novembre 2008. Sia la SEF sia l'ARATS hanno concordato di occuparsi di collegamenti marittimi diretti, di voli charter giornalieri, di servizio postale diretto e di sicurezza alimentare.

### Opinione pubblica
L'opinione pubblica di Taiwan a proposito delle relazioni con la RPC è notoriamente difficile da misurare, in quanto i risultati dei sondaggi tendono a essere estremamente sensibili al modo in cui le domande sono formulate e a quali opzioni sono date, e c'è una tendenza da parte di tutti i partiti politici ad alterare i risultati per sostenere il loro punto di vista.
Secondo un sondaggio del novembre 2005 del Consiglio per gli Affari Continentali, il 37,7% delle persone che vivono nella RDC preferiscono mantenere lo status quo finché in futuro non potrà essere presa una decisione, il 18,4% preferisce mantenere lo status quo indefinitamente, il 14% preferisce mantenere lo status quo fino all'indipendenza finale, il 12% preferisce mantenere lo status quo fino alla riunificazione finale, il 10,3% preferisce l'indipendenza prima possibile e il 2,1% preferisce la riunificazione prima possibile. Secondo lo stesso sondaggio, il 78,3% si oppongono al modello "una Cina, due sistemi", che era usato per Hong Kong e Macao, mentre il 10,4% è a favore.
Secondo un sondaggio del giugno 2008 della TVBS, una rete televisiva taiwanese di tipo tradizionale, il 58% delle persone che vivono a Taiwan preferisce mantenere lo status quo, il 19% preferisce l'indipendenza e l'8% preferisce l'unificazione. Secondo lo stesso sondaggio, se lo status quo non è un'opzione e quelli che erano intervistati dovessero scegliere tra "indipendenza" o "unificazione", il 65% è a favore dell'indipendenza, mentre il 19% opterebbe per l'unificazione. Lo stesso sondaggio rivela che, in termini di autoidentità, quando ai rispondenti non si dice che un taiwanese può anche essere un cinese, il 68% dei rispondenti si identificano come "taiwanesi", mentre il 18% si definirebbero "cinesi". Tuttavia, quando ai rispondenti si dice che c'è l'opzione della doppia identità, il 45% dei rispondenti si identificano come "soltanto taiwanesi", il 4% si definiscono "soltanto cinesi", mentre il restante 45% si definiscono "sia taiwanesi sia cinesi". Inoltre, quando si arriva alla preferenza su quale identità nazionale sia da usare nelle organizzazioni internazionali, il 54% delle persone nel sondaggio indicavano che preferiscono "Taiwan" e solo il 25% delle persone votavano per "Taipei Cinese".
Secondo un sondaggio dell'ottobre 2008 del Consiglio per gli Affari Continentali, sulla questione dello status di Taiwan, il 36,17% dei rispondenti preferisce mantenere lo status quo finché una decisione non potrà essere presa in futuro, il 25,53% preferisce mantenere lo status quo indefinitamente, il 12,49% preferisce mantenere lo status quo fino all'indipendenza finale, il 4,44% preferisce mantenere lo status quo fino alla riunificazione finale, il 14,80% preferisce l'indipendenza non appena possibile, e l'1,76% preferisce la riunificazione non appena possibile. Nello stesso sondaggio, sulla questione dell'atteggiamento del governo della RPC verso il governo della RDC, il 64,85% dei rispondenti considerano il governo della RPC ostile o molto ostile, il 24,89% considera il governo della RPC amichevole o molto amichevole, mentre il 10,27% non esprimeva un'opinione. Sulla questione dell'atteggiamento del governo della RPC verso il popolo di Taiwan, il 45,98% dei rispondenti considera il governo della RPC ostile o molto ostile, il 39,6% considera il governo della RPC amichevole o molto amichevole, mentre il 14,43% non esprimeva un'opinione.
Nel maggio 2009 il Dipartimento dell'interno di Taiwan (Repubblica di Cina) pubblicò un'inchiesta che esaminava se la gente di Taiwan si vede come taiwanese, cinese o entrambi. Il 64,6% si vede come taiwanese, l'11,5% come cinese, il 18,1% come entrambi e il 5,8% era insicuro.
Secondo un sondaggio del dicembre 2009 della rete televisiva taiwanese TVBS, se lo status quo non è un'opzione e quelli che erano oggetto dell'inchiesta devono scegliere tra "Indipendenza" o "Unificazione", il 68% sono a favore dell'indipendenza mentre il 13% opterebbe per l'unificazione.

### Cambiare lo status di Taiwan rispetto alla costituzione della RDC
Dal punto di vista della costituzione della RDC, che i partiti politici tradizionali del KMT e del DPP attualmente rispettano e riconoscono, cambiare lo status di governo della RDC o chiarire completamente lo status politico di Taiwan richiederebbe nel migliore dei casi di modificare la RDC. In altre parole, se i sostenitori della riunificazione volessero riunificare Taiwan con la Cina continentale in modo tale da abolire effettivamente la RDC o da influire sulla sovranità della RDC, o se i sostenitori dell'indipendenza volessero abolire la RDC e istituire una Repubblica di Taiwan, dovrebbero anche emendare o abolire la costituzione della RDC e riscrivere una nuova costituzione. Approvare una modifica richiede un consenso politico insolitamente ampio, che include l'approvazione dei tre quarti di un quorum dei membri dello Yuan Legislativo. Questo quorum a sua volta richiede almeno i tre quarti di tutti i membri dell'Assemblea Legislativa. Dopo aver passato l'Assemblea, le modifiche necessitano della ratifica da almeno il cinquanta per cento di tutti gli elettori aventi diritto della RDC, indipendentemente dall'affluenza degli elettori.
Dati questi rigidi requisiti costituzionali, né i pan-verdi né i pan-azzurri possono cambiare unilateralmente lo status politico e giuridico di Taiwan rispetto alla costituzione della RDC. Tuttavia, i sostenitori estremi dell'indipendenza di Taiwan vedono la costituzione della RDC come illegale e, perciò, credono che le modifiche alla costituzione della RDC siano un modo non valido per cambiare lo status politico di Taiwan.

## Nota sulla terminologia

### Status politico o vicenda di Taiwan
Alcune fonti accademiche, come pure entità politiche come la RPC, designano il controverso status di Taiwan come "questione di Taiwan", "vicenda di Taiwan" o "problema di Taiwan" (台灣問題). Queste terminologie non piacciono al governo della RDC, che sottolinea che dovrebbe parlarsi piuttosto del "problema continentale" o della "questione continentale", perché dal punto di vista della RDC, è la RPC che sta facendo una questione o creando un problema intorno a Taiwan. Altri usano il termine "questione dello Stretto di Taiwan" che suona più "neutrale", perché non implica alcun aspetto relativo alla sovranità e perché "relazioni attraverso lo Stretto" è un termine usato sia dalla RDC sia dalla RPC per descrivere le loro interazioni. Tuttavia, per alcuni anche questo termine è discutibile perché implica ugualmente che vi sia una questione, che essi ritengono sia creata solo dalla RPC.

### De factoode iure
Dagli anni 1990 in poi, i servizi dei mezzi d'informazione descrivono talvolta Taiwan come avente un'indipendenza de facto, mentre la Repubblica di Cina si è sempre considerata come uno stato che continua a funzionare de iure.